# Tông Đậu
Tông Đậu (danh pháp: Fabeae) là tông thuộc họ Fabaceae (họ Đậu). Tông này nằm trongInverted Repeat-Lacking Clade (IRLC).
USDA đã công nhận các chi thuộc tông Đậu gồm:
- Lathyrus L.
- Lens Mill.
- Pisum L.
- Vavilovia Fed.
- Vicia L.

## Hình ảnh

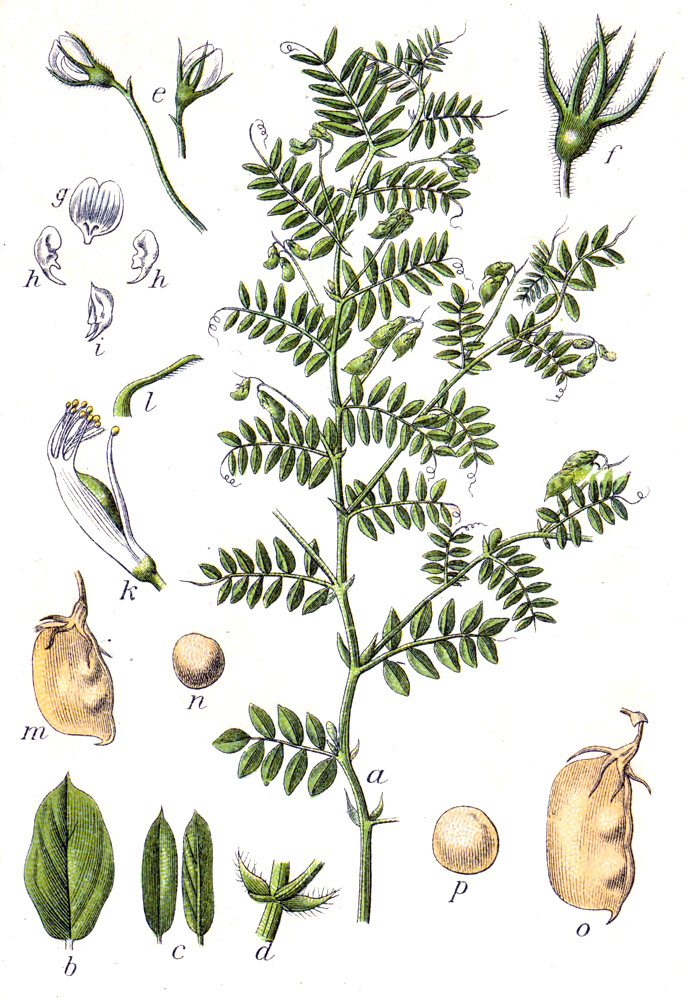
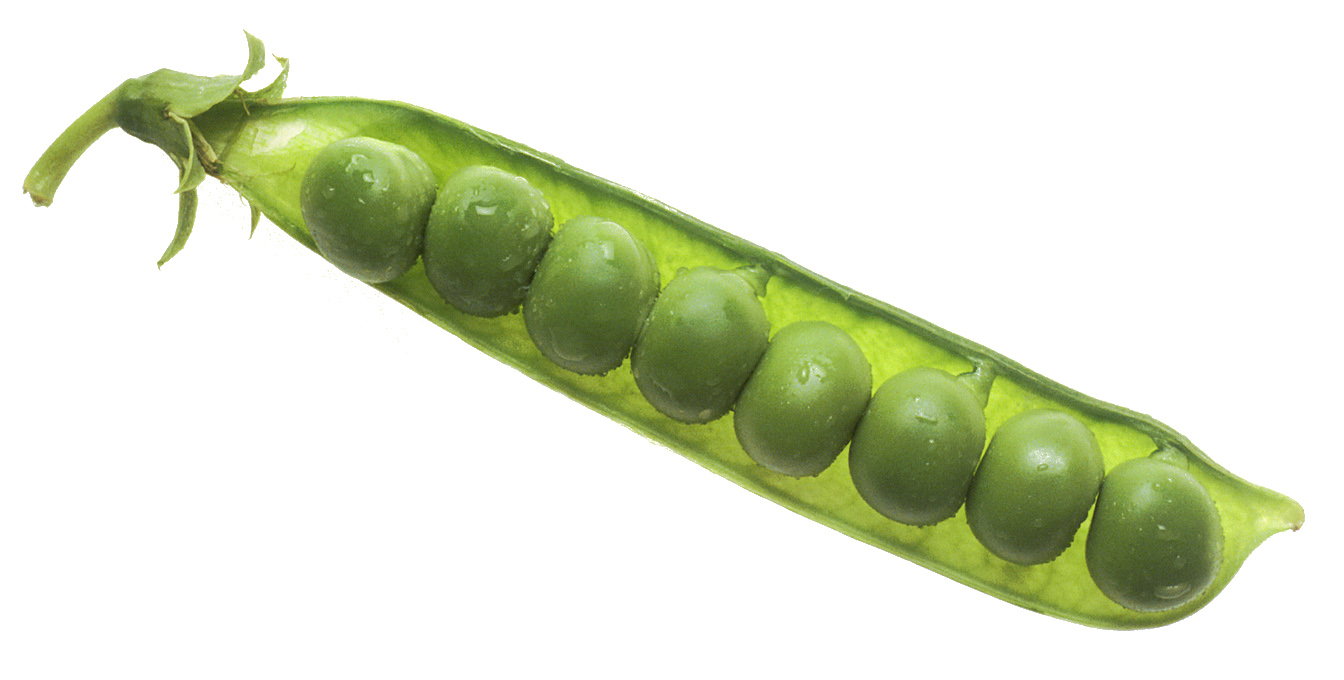
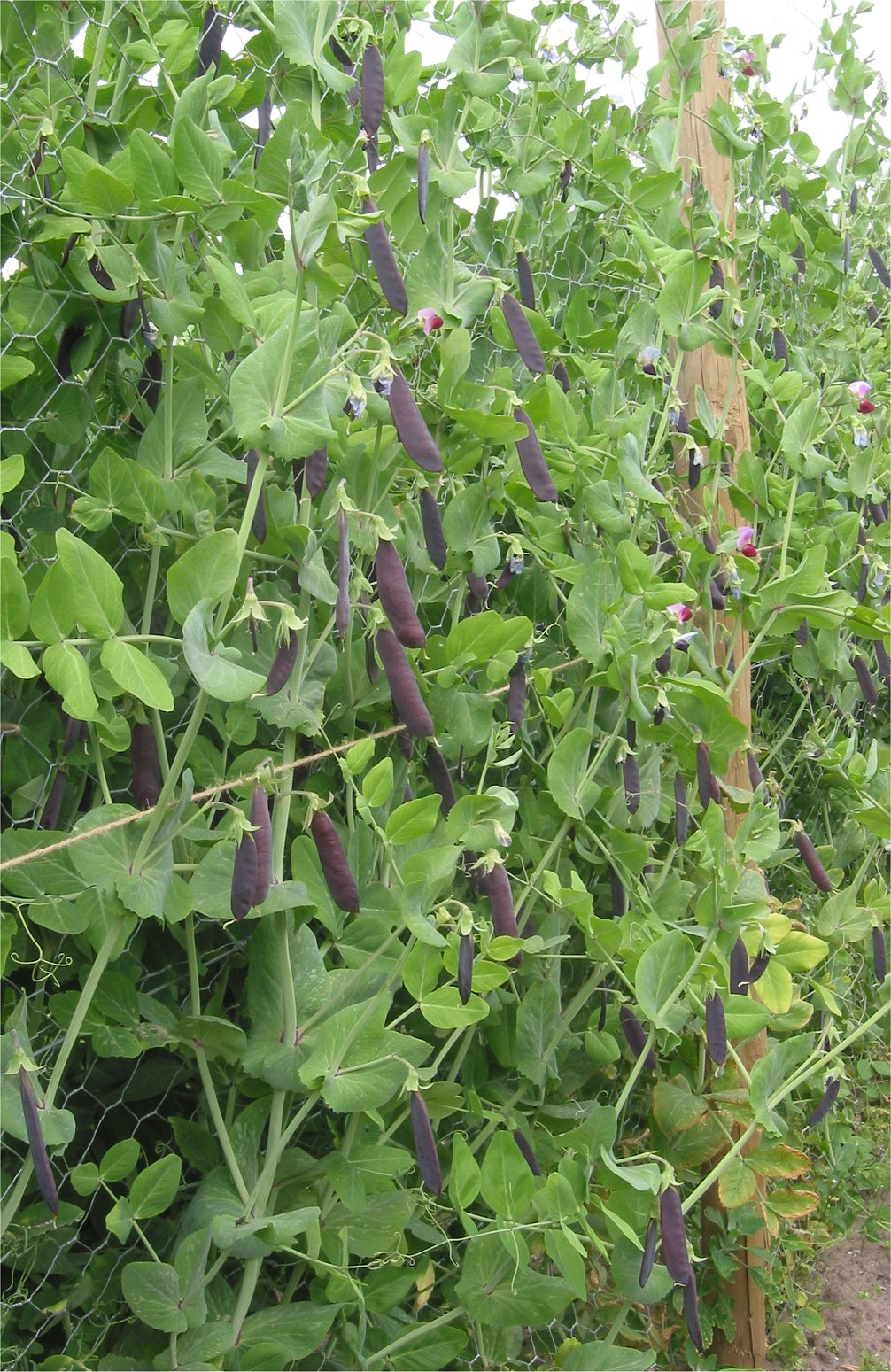